# Hà Lĩnh
Hà Lĩnh là một thị trấn thuộc huyện Hà Trung, tỉnh Thanh Hóa, Việt Nam.

## Địa lý
Thị trấn Hà Lĩnh nằm ở phía tây huyện Hà Trung, có vị trí địa lý:
- Phía đông giáp các xã Hà Tân, Hà Đông
- Phía tây giáp huyện Vĩnh Lộc
- Phía nam giáp xã Hà Sơn
- Phía bắc giáp các xã Hà Tiến, Hà Tân.

Thị trấn Hà Lĩnh có diện tích tự nhiên 24,09 km². Quy mô dân số của thị trấn năm 2023 là 10.031 người, mật độ dân số đạt 416 người/km². Dân cư sinh sống tại Hà Lĩnh chủ yếu là người Kinh.
Đây là nơi tọa lạc của nút giao Hà Lĩnh thuộc tuyến đường cao tốc Bắc – Nam phía Đông (đoạn Mai Sơn – Quốc lộ 45), kết nối với quốc lộ 217.
Một phần diện tích của thị trấn Hà Lĩnh thuộc Khu bảo tồn thiên nhiên rừng sến Tam Quy – khu bảo tồn loài sến mật duy nhất ở Việt Nam, rừng sến lớn nhất Đông Nam Á.

## Lịch sử
Sau Cách mạng tháng Tám, vùng đất thị trấn Hà Lĩnh ngày nay vốn thuộc xã Lĩnh Tráng, huyện Hà Trung. Tên gọi Hà Lĩnh xuất hiện từ năm 1954.
Ngày 5 tháng 7 năm 1977, huyện Hà Trung sáp nhập với huyện Nga Sơn thành huyện Trung Sơn, xã Hà Lĩnh thuộc huyện Trung Sơn. Đến ngày 30 tháng 8 năm 1982, xã Hà Lĩnh trở lại trực thuộc huyện Hà Trung vừa tái lập.
Năm 2018, xã Hà Lĩnh có 15 thôn, đánh số từ 1 đến 15. Ngày 11 tháng 7 cùng năm, Hội đồng nhân dân tỉnh Thanh Hóa khóa XVII thông qua Nghị quyết về việc sắp xếp thôn, tổ dân phố trên địa bàn tỉnh; theo đó:
- Nhập thôn 3 và một phần thôn 5 thành thôn Tiên Hòa 1
- Nhập thôn 6 và một phần còn lại của thôn 5 thành thôn Tiên Hòa 2
- Nhập thôn 7 và thôn 10 thành thôn Thanh Xá 1
- Nhập thôn 8 và thôn 9 thành thôn Thanh Xá 2
- Nhập thôn 11 và thôn 12 thành thôn Thanh Xá 3
- Nhập thôn 13 và thôn 14 thành thôn Thọ Lộc
- Đổi tên thôn 1 thành thôn Bái Ân, thôn 2 thành thôn Tiên Hòa 3, thôn 4 thành thôn Tiên Hòa 4, thôn 15 thành thôn Tiên Sơn.

Sau sắp xếp, xã Hà Lĩnh có 10 thôn.
Ngày 12 tháng 7 năm 2023, Chủ tịch Ủy ban nhân dân tỉnh Thanh Hóa ban hành Quyết định số 2486/QĐ-UBND về việc công nhận khu vực dự kiến hình thành đô thị Hà Lĩnh (gồm toàn bộ xã Hà Lĩnh) đạt tiêu chí đô thị loại V.
Ngày 24 tháng 10 năm 2024, Ủy ban Thường vụ Quốc hội thông qua Nghị quyết số 1238/NQ-UBTVQH15 (có hiệu lực từ ngày 1 tháng 1 năm 2025). Theo đó, thành lập thị trấn Hà Lĩnh trên cơ sở toàn bộ diện tích và dân số của xã Hà Lĩnh.

## Hành chính
Thị trấn Hà Lĩnh được chia thành 10 thôn: Bái Ân, Thanh Xá 1, Thanh Xá 2, Thanh Xá 3, Thọ Lộc, Tiên Hòa 1, Tiên Hòa 2, Tiên Hòa 3, Tiên Hòa 4, Tiên Sơn.

## Văn hóa
Trên địa bàn thị trấn Hà Lĩnh có làng cổ Tiên Hòa (còn gọi là Kẻ Khao – Kẻ Rú) quấn mình dưới chân núi Viễn Vông, nằm bên cạnh sông Bồng Khê thuộc tả ngạn sông Mã. Ngôi làng được bố trí thành 12 ngõ hạng theo các bậc cao, còn lưu giữ nhiều nhà ngói cũ hàng trăm năm tuổi mang nét kiến trúc của vùng chiêm trũng huyện Hà Trung.
Năm 2013, tại một vị trí gần làng Tiên Hòa, các nhà khoa học đã khai quật di chỉ khảo cổ Cồn Cổ Ngựa và phát hiện nhiều dấu vết cư trú, mai táng của người Việt cổ thuộc văn hóa Đa Bút cách ngày nay khoảng 5.000 – 6.000 năm.